# Igreja de São Frei Pedro Gonçalves
A Igreja de São Frei Pedro Gonçalves é um templo católico localizado no Largo de São Frei Pedro Gonçalves, no Centro Histórico de João Pessoa, na Paraíba. Destaca-se pela arquitetura de traços ecléticos, com influência neoclássica. 
O largo, que inclui a Igreja, os casarios construídos entre o fim do século XIX e início do século XX e o Hotel Globo, primeiro hotel construído na Paraíba, fica no alto da colina do antigo Porto do Varadouro, em frente ao rio Sanhauá. 

## História

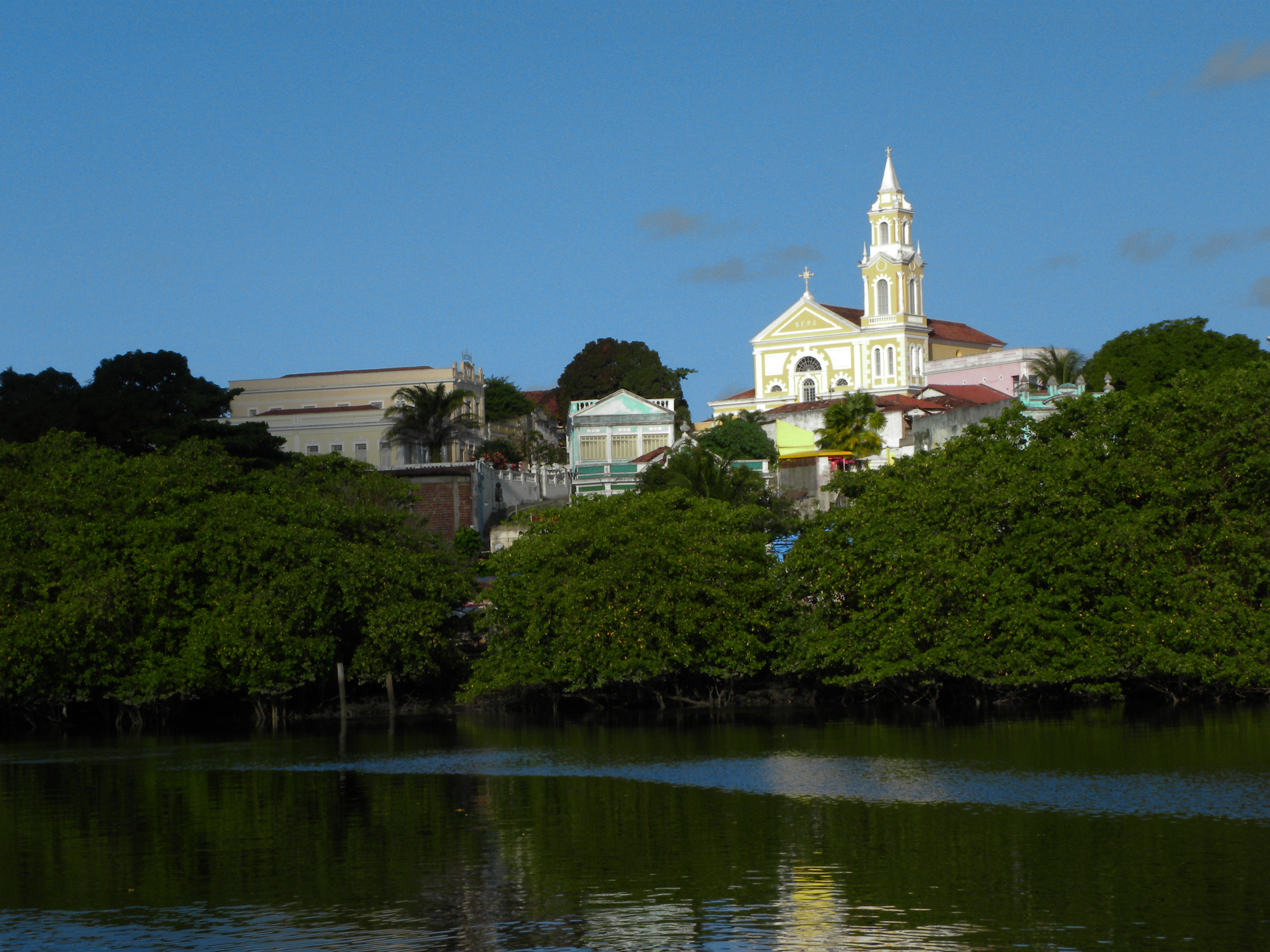
Igreja de São Frei Pedro Gonçalves vista do Rio Sanhauá.

A igreja atual foi construída em 1843, foi edificada por mão de obra escrava, mas com recursos provenientes de contribuições de comerciantes e pescadores, que se instalavam na antiga Rua Direita (atual Rua Duque de Caxias). O templo tem como seu padroeiro, São Frei Pedro Gonçalves, espanhol, canonizado pela Igreja Católica no século XII, padre da Ordem dos Pregadores, também conhecida como "frades dominicanos". A ele é atribuída a proteção aos navegantes e marinheiros. Este santo também é um dos patronos de Buenos Aires, capital da Argentina. Nos países de língua espanhola, ele é conhecido por seu segundo sobrenome: San Telmo.
Durante a restauração da igreja, no período entre 2000 e 2002, foram identificadas ruinas de uma construção realizada no fim do século XVII, precisamente 1692. Durante as escavações na parte interna e em seus arredores, ocorrida no mesmo período da restauração, foram encontradas vestígios de construções do período da fundação da então Capitania da Paraíba, no ano de 1585: uma fonte em que os arqueólogos acreditam ter abastecido a população do forte instalado próximo, túneis para drenagem de água, ossos humanos e material em ferro e cerâmica. Moedas do século XVIII também foram encontradas.
A igreja foi tombada pelo IPHAEP, no dia 2 de dezembro de 1998, pela importante relevância histórica, cultural, religiosa, arqueóloga, turística e social, que o templo representa.